# 韋爾胡利夫卡 (市級鎮)
48°23′58″N 38°32′04″E / 48.39944°N 38.53444°E

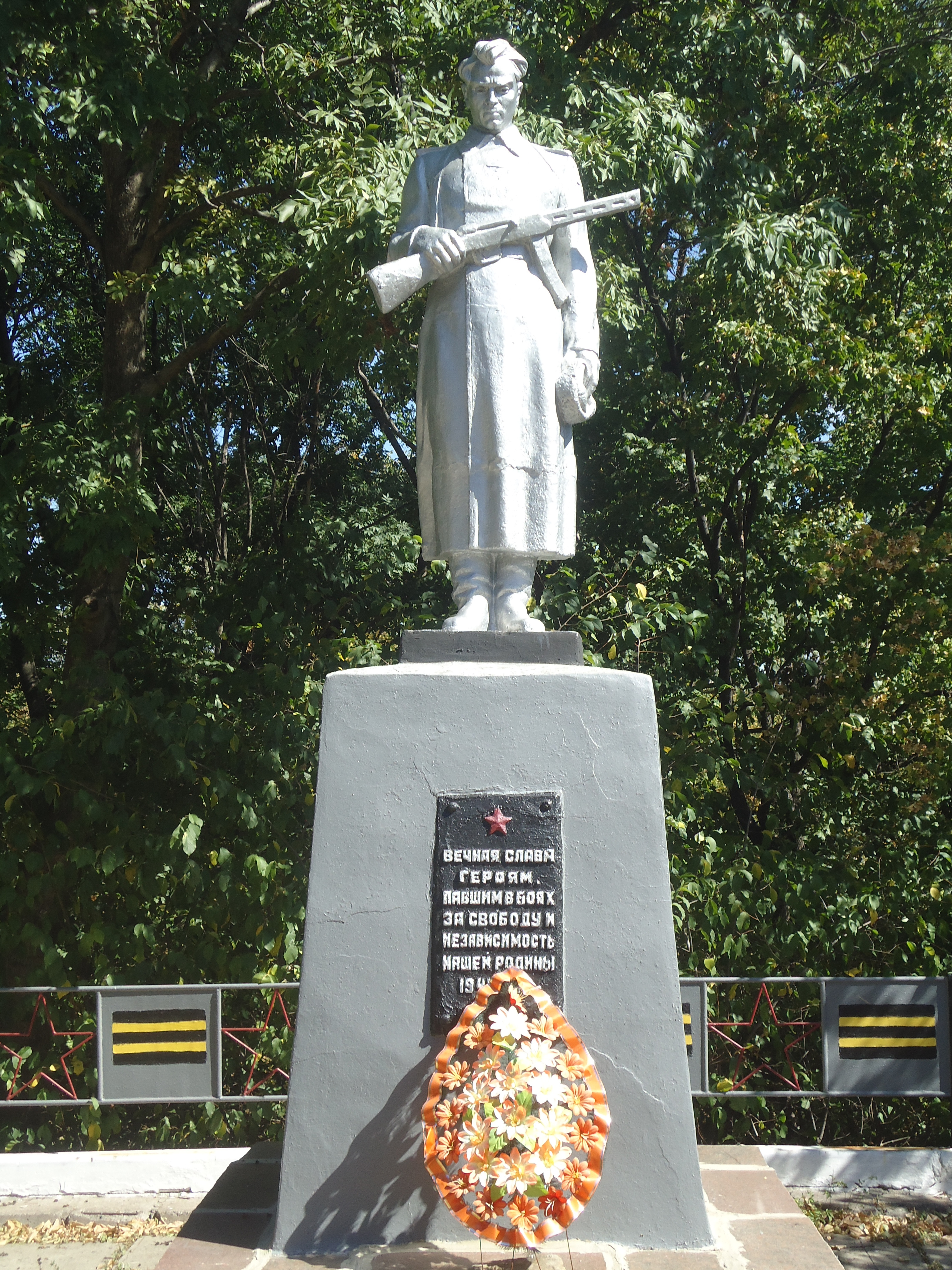
苏联烈士墓

韋爾胡利夫卡（烏克蘭語：Вергулівка），或按俄语译作韦尔古廖夫卡（俄语：Вергулёвка），是位於烏克蘭東部的市級鎮，由盧甘斯克州阿尔切夫斯克区的卡季伊夫卡市鎮負責管轄。該鎮2018年人口為1283人。
该市级镇作为布良卡市议会的一部分，自2014年以来处于卢甘斯克人民共和国的控制之下。因此该市级镇仍实际上隶属布良卡市议会。

## 人口統計
根據2001年烏克蘭人口普查，鎮民的母語分配如下：
- 乌克兰语：12.8%
- 俄语：87.1%
- 其他：0.1%